# Сокологоровка
Сокологоровка (каз. Сокологоровка) — село в районе имени Габита Мусрепова Северо-Казахстанской области Казахстана. Село входит в состав Кырымбетского сельского округа. Код КАТО — 596645400.

## Население
В 1999 году численность населения села составляла 667 человек (321 мужчина и 346 женщин). По данным переписи 2009 года, в селе проживало 465 человек (238 мужчин и 227 женщин).